# Стерьо Сапунджиев
 Тази статия е за гръцкия кмет на Лерин.  За андартския деец вижте Григор Сапунджиев.  
Стерьо (Тего) Атанасов Сапунджиев (на гръцки: Στέργιος (Τέγος) Σαπουντζής, Стерьос (Тегос) Сапундзис) е гъркомански деец на Гръцката въоръжена пропаганда в Македония от Западна Македония от началото на XX век.

## Биография
Тего Сапунджиев е роден през 1877 година в леринското село Горничево, тогава в Османската империя, днес Кели, Гърция. Дядо му е Григор Сапунджиев (1848 - 1902), убит от дейци на ВМОРО. Баща му Атанасий и чичо му Григор Сапунджиеви са дейци на гръцката пропаганда в Македония. Жени се в Лерин през 1893 година, но жена му почива при раждане, след което се жени повторно. 
Замогва се значително, като развива мелници, лозови масиви и животновъдство.
Сапунджиев е ръководител на Леринския гръцки революционен комитет. Поддържа кореспонденция с Павлос Мелас и Йон Драгумис. Той е моралният подбудител за убийството на Дзоле Гергев през 1909 година в Лерин. Съден е от турски съд в Битоля, но поради липса на доказателства е освободен.
В началото на Балканската война е арестуван от турските власти с други гръцки дейци от Лерин, но след това е освободен и заедно с Поликарп Мъгленски договаря Лерин да бъде отстъпен на гърците от Юсуф бей малко преди да пристигнат сръбските войски.
След като Лерин остава в Гърция след Междусъюзническата война в 1913 година – Сапунджиев става кмет на града от венизелистката Либерална партия и заема този пост няколко мандата. В Горничево има негова статуя, а той е удостоен с медали за участието си в гръцката пропаганда и в Балканските войни. През 1941 година напуска Лерин при окупацията му от германските части. Умира в 1960 година в Атина или в 1961 година в Лариса от рак. Погребан е в Лерин.
Сестра му Василики се жени за Николаос Ст. Хасос през 1925 година.
Къщата му в Лерин е паметник на културата.